# Sanja Orozović
Sanja Orozović (ur. 11 maja 1990 w Suboticy) – serbska koszykarka występująca na pozycji silnej skrzydłowej, obecnie zawodniczka czarnogórskiego Budućnost Bemax.
23 lipca 2016 została zawodniczką TS Ostrovii Ostrów Wielkopolski.

## Osiągnięcia
Stan na 21 grudnia 2016, na podstawie, o ile nie zaznaczono inaczej.
Drużynowe
- Mistrzyni:
  - Słowenii (2012, 2013)[5]
  - Serbii (2010)
- Wicemistrzyni Węgier (2014)
- Zdobywczyni pucharu Słowenii (2012, 2013)[5]
- Uczestniczka rozgrywek:
  - Eurocup (2013–2015)
  - Ligi Bałtyckiej (2015/16)

Indywidualne
- MVP:
  - ligi słoweńskiej (2013 według eurobasket.com)[5]
  - pucharu Słowenii (2013)[5]
- Najlepsza zagraniczna zawodniczka ligi słoweńskiej (2013 według eurobasket.com)[5]
- Zaliczona przez eurobasket.com do:
  - I składu ligi:
    - słoweńskiej (2013)[5]
    - serbskiej (2011)

  - II składu ligi słoweńskiej (2012)
- Uczestniczka meczu gwiazd ligi słoweńskiej (2012)
- Liderka strzelczyń Ligi Adriatyckiej (2013)

Reprezentacja
- Uczestniczka mistrzostw:
  - Europy:
    - U–20 (2010 – 8. miejsce)
    - U–18 (2008 – 6. miejsce)
    - U–16 (2006 – 4. miejsce)

  - Bałkanów U–18 (2006)